# Mohamed Lamine Doumbouya
Pour les articles homonymes, voir Doumbouya, Lamine et Mohamed.
Mohamed Lamine Doumbouya, né à Conakry en 1972, est un expert des questions économiques et financières et une personnalité politique guinéenne . 
Mohamed Lamine Doumbouya a été Ministre du Budget .

## Biographie et études
Mohamed lamine Doumbouya est diplômé de la faculté des sciences juridiques, économiques et sociales de l’université Mohamed V-Agdal de Rabat, au Maroc, où il a obtenu une maîtrise en sciences économiques, puis un Diplôme d’études supérieures approfondies en monnaie, finances et banques en 2000.
Etudiant engagé, il a été président du conseil confédéral de la confédération des élèves, étudiants et stagiaires africains au Maroc de 1999 à 2000.
De 2002 à 2007, il a mené des recherches, puis soutenu une thèse de doctorat à la faculté des sciences économiques et de gestion de l’université Lumière Lyon 2, en France. Il a travaillé pour le laboratoire d’économie de la firme et des institutions (LEFI), menant des recherches sur des questions aussi variées que la pauvreté, le financement de l’économie, l’entrepreneuriat ou l’économie de la santé.

## Carrière professionnelle
Mohamed Lamine Doumbouya a été conseiller spécial du premier ministre, chargé des questions monétaires et bancaires, d’avril 2013 à décembre 2015. Il a présidé le Pool de suivi et d’évaluation des performances des Départements ministériels à la Primature. Il a également été Membre du Conseil de Coordination Economique et des Réformes, Membre du Comité Technique d’Harmonisation de la Balance des Paiements, et Membre de l’équipe de négociation des revues de performance de l’économie guinéenne dans le cadre du Programme de Facilité Elargie du Crédit, avec le Fonds monétaire international (FMI) et la Banque mondiale.
Avant de revenir en Guinée et de rejoindre la Primature en 2013, il a vécu au Canada, où il a enseigné à l’Université d’Ottawa et au CEGEP de l’Outaouais, de septembre 2010 à mars 2013. Il a également exercé en qualité de professionnel de recherche au Centre de Recherche et de Transfert en Intelligence Territoriale (CeRTIT) au CEGEP de l'Outaouais, Québec.
Il a été attaché temporaire d’enseignement et de recherche à l’école centrale de Lyon, de 2005 à 2007; enseignant à la faculté des sciences économiques et de gestion de l’Université Lumière Lyon 2, à l’École Nationale des Travaux Publics de l’État et à l’École de Commerce Européenne, entre 2008 et 2010.
D’octobre 2014 à décembre 2015, il a enseigné à la faculté des sciences économiques et de gestion de l'université de Sonfonia, donnant des cours de monnaie et institutions financières. 